# Cristiano Muerto
Cristiano Muerto es una localidad del partido de San Cayetano, en la provincia de Buenos Aires, Argentina. Su gentilicio es "cristianomortino".

## Ubicación
Cristiano Muerto se encuentra sobre la Ruta Provincial 72 a 33 km de San Cayetano.
Se ubica sobre las vías del Ferrocarril General Roca en el ramal entre Defferrari y Coronel Dorrego contando con su estación homónima. Este ramal fue levantado y sus terrenos fueron vendidos a particulares.

## Población
Durante los censos nacionales del INDEC de 2001 y 2010 fue considerada como población rural dispersa.